# Швидкісна дорога S2 (Польща)
Швидкісна дорога S2 — коротка автомагістраль у Польщі, яка є південною ділянкою (частково завершеної) кільцевої дороги Варшави. Концептуально утворюючи один безперервний маршрут з автострадою А2, вона спочатку планувалася (з 1970-х років) як її частина, однак після того, як місцеві жителі Варшави виступили проти планів внутрішньоміської автомагістралі, запропоновану дорогу було знижено до швидкісної (хоча фактичний маршрут не змінено). Західна половина дороги була відкрита для руху у 2013 році, а східна половина була відкрита у 2020 і 2021 роках.

## Історія будівництва

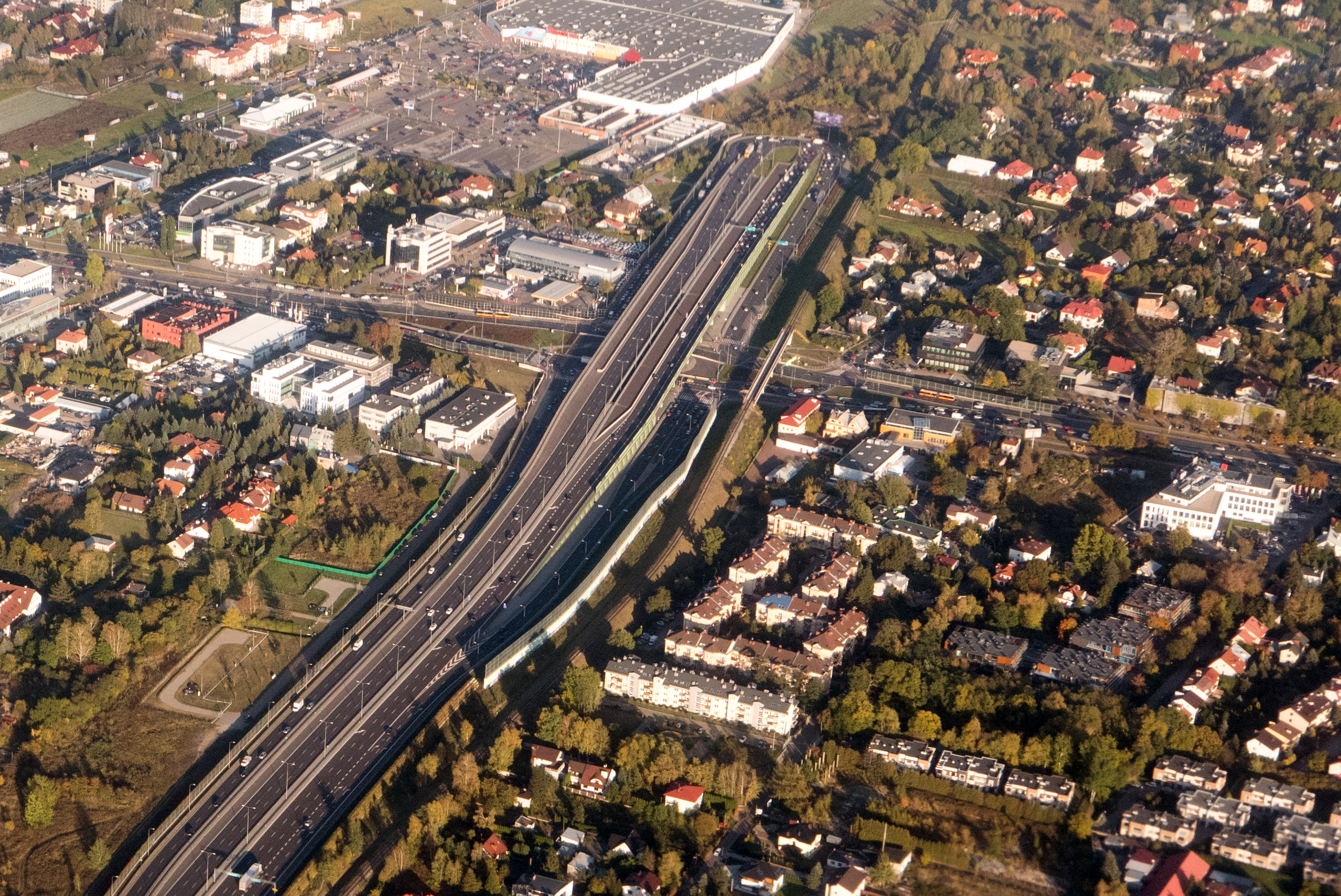
Пулавський Виїзд у 2016 році перед будівництвом тунелю Урсинов

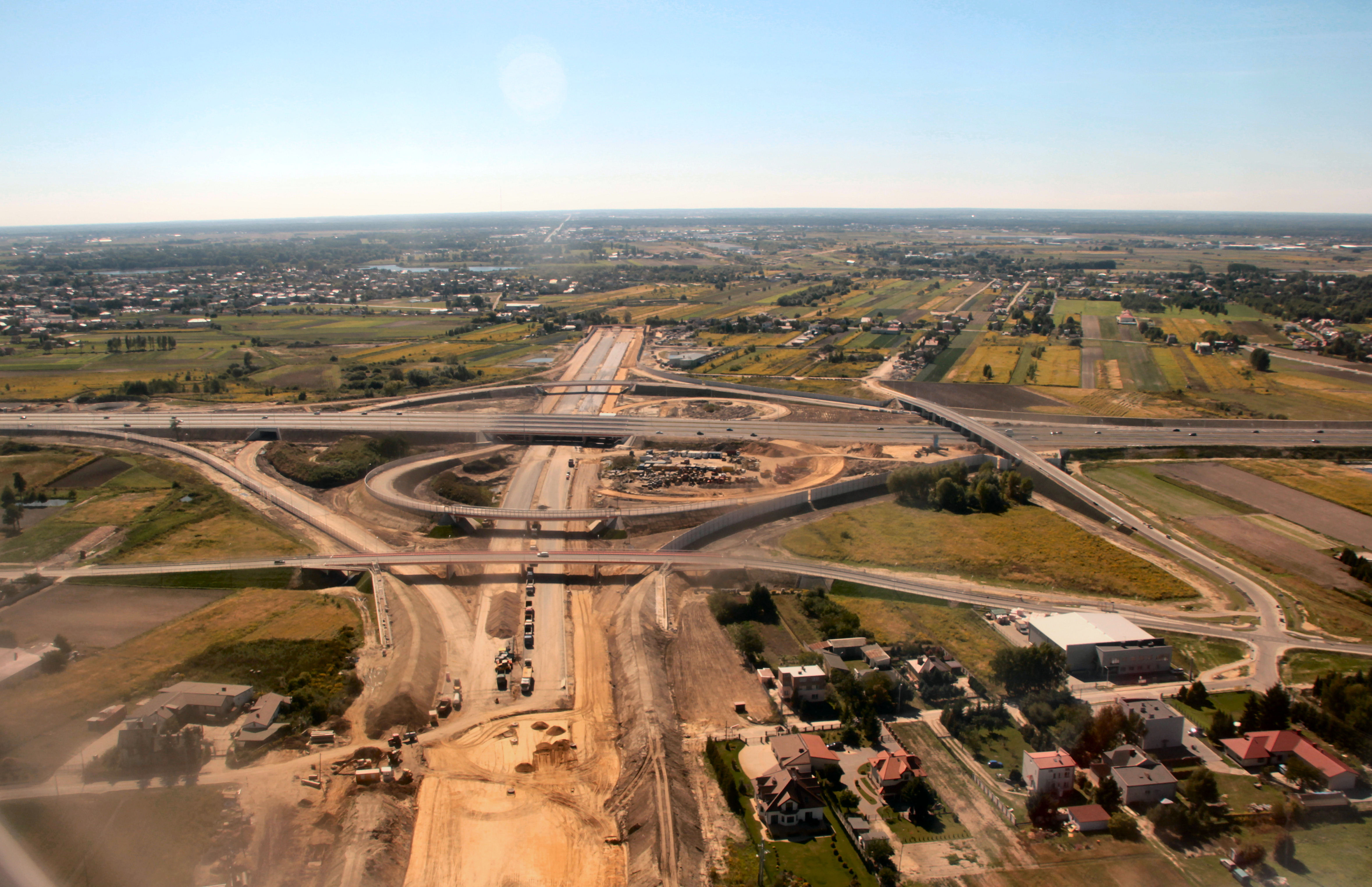
S2 на південь від аеропорту Варшава-Шопен, розв'язка "Opacz", вид на S7 у напрямку Кракова, вересень 2013 р.

Будівництво першої черги проекту було розділено на дві частини. Робота над 3.9 км між розв’язкою Warszawa Lotnisko (з’єднання зі швидкісною дорогою S79) і розв’язкою Puławska на східному кінці цієї фази проєкту почалося у вересні 2009 року, тоді як будівництво іншої, 11.1 км завдовжки між західним розв’язком Конотопа (сполучає автомагістраль A2 і західну частину кільцевої дороги, швидкісну дорогу S8) і розв’язкою Варшава Лотніско розпочався влітку 2010 р.
Обидві секції планувалося завершити в середині 2012 року до футбольного чемпіонату Євро-2012, однак цей термін не був дотриманий. Зрештою, швидкісну автомагістраль S2 було відкрито в декілька етапів, починаючи на заході від розв’язки Конотопа в серпні 2013 року, з відкриттям наступних ділянок у вересні 2013 року, які з’єднують дорогу зі швидкісною дорогою S79, що веде до варшавського аеропорту імені Шопена. Наприкінці вересня 2013 року було відкрито останню частину цього етапу проекту до розв’язки Пулавська.